# مسرح العمليات الأوروبي، جيش الولايات المتحدة
المسرح الأوروبي للعمليات، جيش الولايات المتحدة (ETOUSA) تنظيم عسكري لجيش الولايات المتحدة والذي وجه عمليات الجيش الأمريكي في أجزاء من أوروبا 1942-1945. وأشارت إلى عمليات القوات البرية للجيش، والقوات الجوية للجيش الأمريكي، وقوات خدمات الجيش شمال إيطاليا وساحل البحر الأبيض المتوسط، في المسرح الأوروبي للحرب العالمية الثانية. يحدها من الجنوب مسرح عمليات شمال أفريقيا، الجيش الأمريكي (NATOUSA)، الذي أصبح فيما بعد مسرح عمليات البحر الأبيض المتوسط (MTOUSA).
تم تعريف مصطلح مسرح العمليات في الكتيبات الميدانية للجيش الأمريكي على أنها المناطق البرية والبحرية التي سيتم غزوها أو الدفاع عنها، بما في ذلك المناطق اللازمة للأنشطة الإدارية التي تقع فيها العمليات العسكرية. وفقًا لتجربة الحرب العالمية الأولى، كان يُنظر إليها عادةً على أنها كتلة برية كبيرة تجري عليها عمليات مستمرة وتم تقسيمها إلى منطقتين رئيسيتين - منطقة القتال، أو منطقة القتال النشطة، ومنطقة الاتصالات، أو المنطقة المطلوبة لإدارة المسرح. مع تقدم الجيوش، ستتحول كل من هذه المناطق والمناطق التي تم تقسيمها فيها إلى مناطق سيطرة جغرافية جديدة. 

## التاريخ

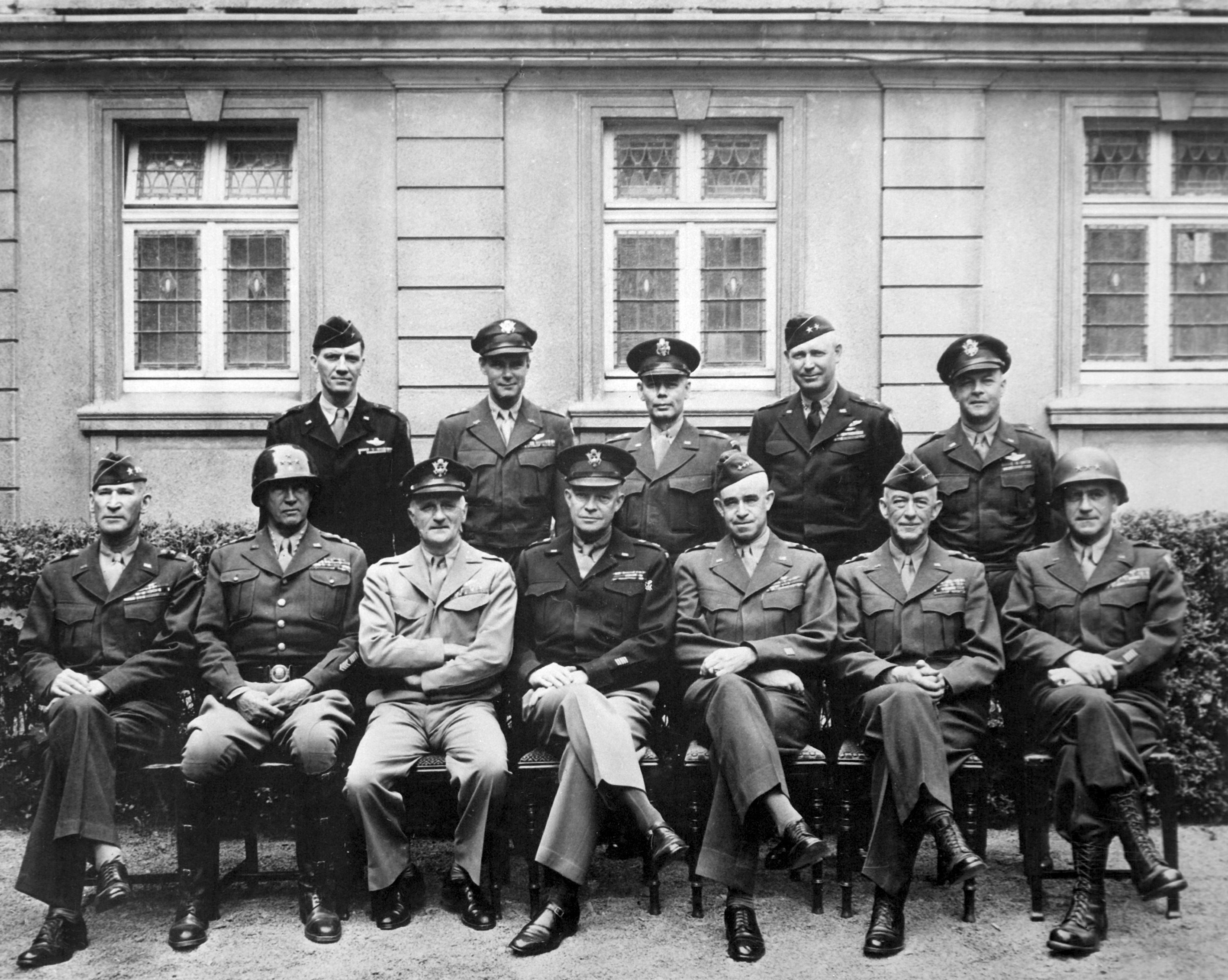
اختيار كبار القادة الأمريكيين للمسرح الأوروبي في الحرب العالمية الثانية.

اتفقت الأركان العسكرية البريطانية الأمريكية خلال اجتماعاتهم في واشنطن في يناير ومارس 1941 (محادثات ABC-1 ) على تبادل المهام العسكرية لتسهيل التخطيط لاحتمال دخول الأمريكيين في الحرب.  وصل اللواء جيمس إي تشاني، وهو ضابط في سلاح الجو بالجيش، إلى المملكة المتحدة في 18 مايو 1941، وفي اليوم التالي، تم تأسيس المقر الرئيسي لمجموعة المراقبة الخاصة (SPOBS) في لندن.  أنيط بمجموعة المراقبة الخاصة دور دراسة الاستخدام البريطاني لمستلزمات الإعارة والاستئجار.  كان لقبه الرسمي هو مراقب الجيش الخاص في المملكة المتحدة ورئيس مجموعة المراقبة الخاصة. في وقت مؤتمر أركاديا، ديسمبر 1941 - يناير 1942، تم اتخاذ القرار بوضع قوات ماجنت (القوات الأمريكية لأيرلندا الشمالية) تحت قيادة . الجنرال EL Daley. في 5 مايو 1942 أصبح جون سي لي قائدًا عامًا لخدمات التموين وقوات الجيش الأمريكي في الجزر البريطانية، ثم نائب قائد مسرح إيتوسا.  في 8 يونيو 1942، أنشأت وزارة الحرب الأمريكية رسميًا ETOUSA في مكانها. كانت مهمتها إجراء التخطيط لاستعادة السيطرة على أوروبا في نهاية المطاف وممارسة السيطرة الإدارية والتشغيلية على القوات الأمريكية.